# Marc Seguí
Marc Seguí Cordero (Palma, Mallorca, 1998), més conegut com Marc Seguí, és un cantant mallorquí.
Marc va néixer a Palma, on va viure la seva joventut fins que es va traslladar a Llucmajor. Els seus pares es van separar quan ell tenia 3 anys i es va quedar amb la seva mare. Després de deixar els estudis, va treballar en un restaurant de la ciutat, en un de Londres i per acabar en una botiga de roba. Va començar a produir música l'any 2019 amb la cançó Si nos vamos, i és va convertir en una de les més escoltades d'Espanya. Va seguir publicant cançons, però l'èxit va vindre amb la cançó Tiroteo amb Pol Granch, arribant a les 45 milions de reproduccions. El febrer de 2021 va remixar aquest últim èxit amb el cantant porto-riqueny Rauw Alejandro, arribant a les 2 milions de reproduccions en poc més de quaranta-vuit hores i passat un any acumula 150 milions. Es va convertir en el vuité cantant espanyol més escoltat de l'any 2021 en la plataforma Spotify.

## Discografia

### Àlbums[7]
- EP Thermo Mix (2021)
- Pinta y colorea (2021)
- AAAAA (2023)

### Senzills
- Si nos vamos (2019)
- No queda na (2019)
- A cuestas (2020)
- Haciendo na (2021)
- Tiroteo (2021)[8] -  x1
- Tiroteo Remix (2021) -  x6